# 織部焼

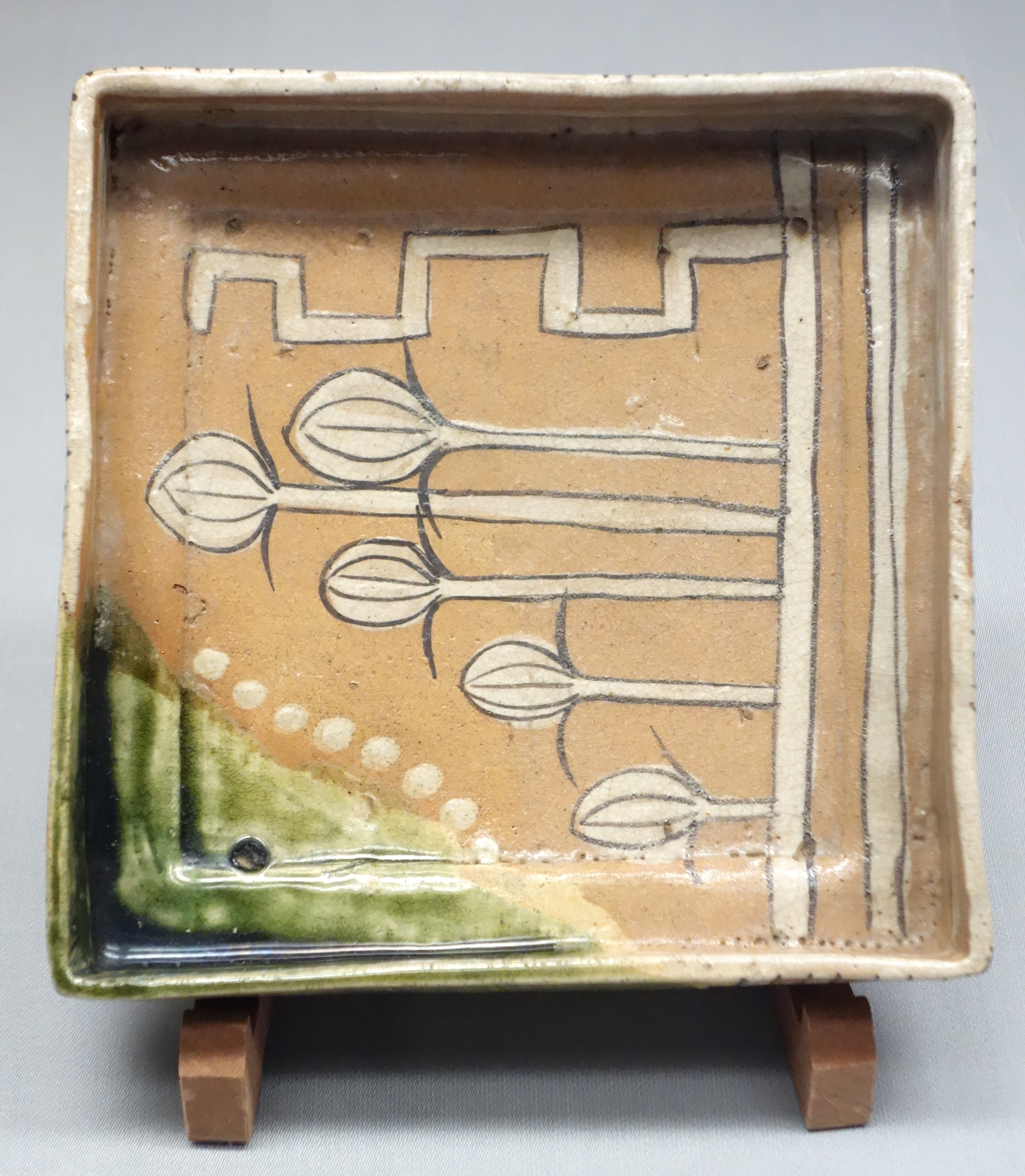
織部脚付角鉢 東京国立博物館

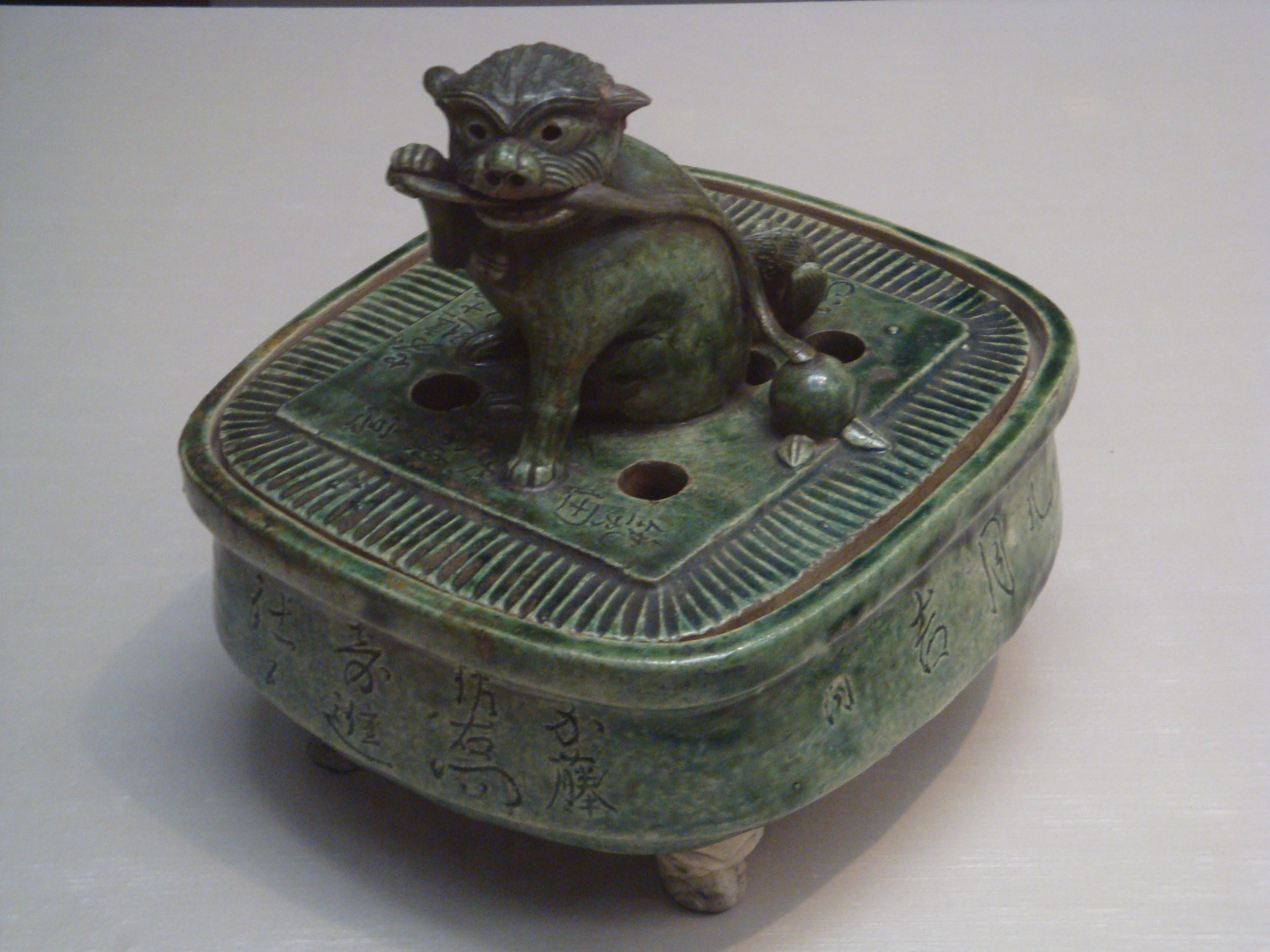
織部獅子鈕香炉 慶長17年（1612年）銘 東京国立博物館

織部焼（おりべやき）は、桃山時代の慶長10年（1605年）頃、岐阜県土岐市付近で始まり元和年間（1615年-1624年）まで、主に美濃地方で生産された陶器。美濃焼の一種で、基本的に志野焼の後に造られた。

## 概要
千利休の弟子であった大名茶人、古田織部の指導で創始され、織部好みの奇抜で斬新な形や文様の茶器などを多く産した。当時の南蛮貿易で中国南方からもたらされ、茶人たちに珍重された交趾焼（華南三彩）を元にしたと考えられる。大量生産のため、陶工加藤景延が唐津から連房式登窯を導入したと伝えられる。代表的な窯としては、元屋敷窯が挙げられる。開窯直後の慶長年間が最盛期で、優品の多くはこの時期に造られた。織部焼には京風の意匠が用いられたことや、1989年京都三条の中之町から大量の美濃焼が発掘されたことから、ここから美濃へ発注されていたことが想定される。当時の三条界隈には「唐物屋」と呼ばれる、陶磁器や絵画、染織を売る道具屋が軒を連ねており、織部焼もここで売られていた。織部焼には、しばしば唐津焼と共通した文様が見られるが、これは唐津にも唐物屋から発注されていたことから起きる現象であろう。
また、織部茶入というものが大量に伝わっており、美濃地方の他に九州の薩摩焼・高取焼などでも焼かれている。
元和年間に入ると、器形と模様の単純化が急速に進み、瀟洒な作風へ変貌していった。中之町発掘の美濃焼は改元直後に急いで廃棄された形跡があり、古田織部の切腹との関係が指摘されている。この時期の代表的作品として、弥七田窯で焼かれた弥七田織部があげられる。弥七田織部は織部焼に特徴的な緑釉を殆ど用いず、形もより具象的である。元和末年から寛永初めになると、古典的青磁の復興を目指した黄緑色から淡青色の御深井（おふけ）釉を用いた御深井焼が本格化し、織部焼は姿を消した。
近年まで古田織部が関与したことを示す資料が少なかったが、織部が上田宗箇を介して島津義弘に薩摩焼茶入について自らの好みを指示した書状が発見されたことや、京都の古田織部の屋敷跡から織部焼が発掘されたことから、伝承通り織部が関わっていたことが証明されつつある。ただし、この名称が用いられるようになったのは、織部死後しばらく後の寛文年間頃からであり、一般に広まるのは元禄に入ってからである（槐記）。

## 特徴

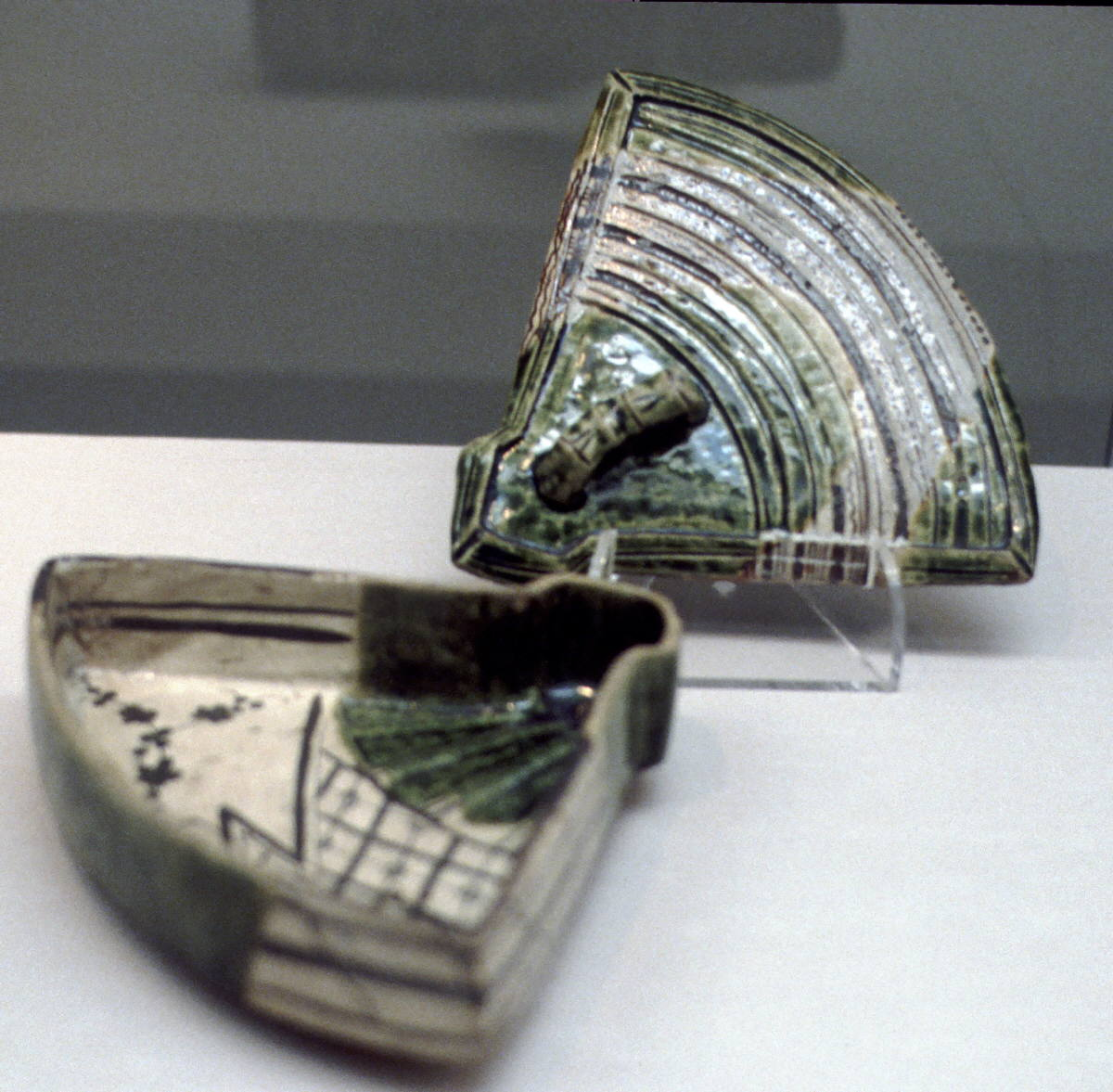
織部扇形蓋物

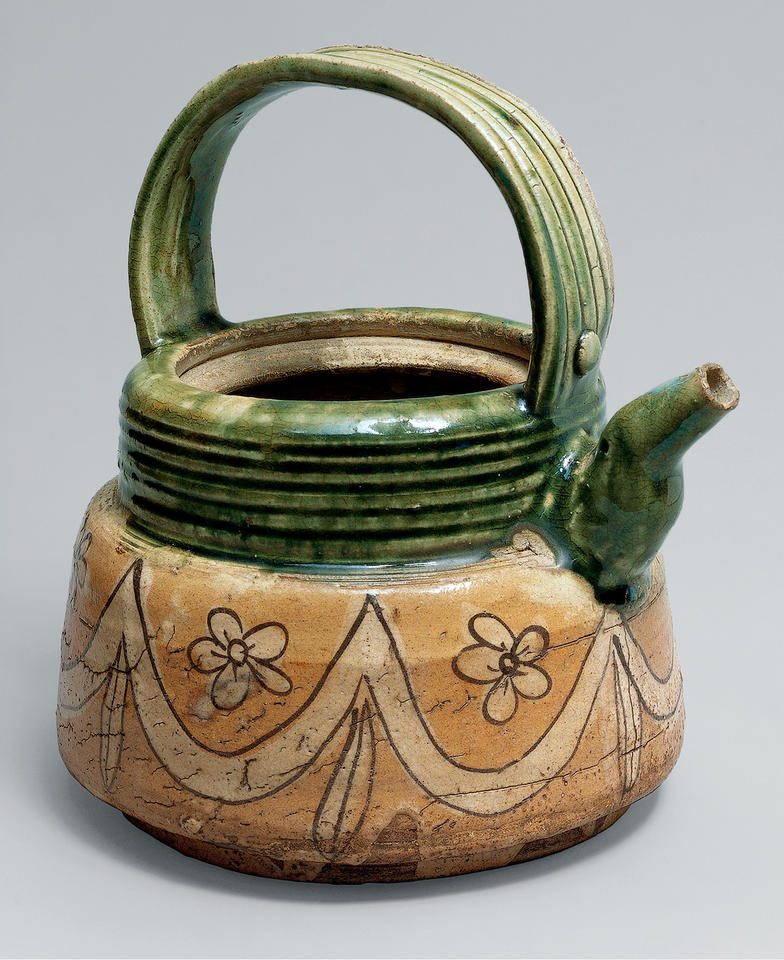
織部手付水注 メトロポリタン美術館（バーク・コレクション）

色
釉薬の色などにより、織部黒・黒織部、青織部、赤織部、志野織部などがあるが、緑色の青織部が最も有名である。織部黒・黒織部は茶碗がほとんどであり、それ以外は食器類が大半を占める。
形・文様
整然とした端正な形を好み、抽象を重んじる他の茶器とは違い、歪んだ形の沓（くつかけ）茶碗や、市松模様や幾何学模様の絵付け、後代には扇子などの形をした食器や香炉など、具象的なものが多い。
生産技術
連房式登窯の利用や、木型に湿らせた麻布を張り、そこに伸ばした粘土を押し付けるという手法で、少し前の志野焼と比べ大量生産が行われた。そうした量産化された茶碗でありながら、同じ作振り、同じ模様で描かれたものはなく、当時の陶工の作陶姿勢において、一碗一碗違った茶碗を造るという意識が徹底していたことを物語る。
釉薬
一般に「織部釉薬」といった場合は、透明釉薬に酸化銅などの銅を着色料として加え酸化焼成したものを言う。

## 代表作
- 織部筒茶碗 銘 冬枯（徳川美術館）重要文化財
- 織部松皮菱形手鉢（北村美術館）益田鈍翁旧蔵 重要文化財
- 織部四方手鉢（湯木美術館）重要文化財
- 織部角形鉢（個人蔵）重要文化財
- 織部縞模様沓茶碗（大和文華館）
- 黒織部沓形茶碗 銘 鶴太郎（東京国立博物館）松永安左ヱ門旧蔵
- 織部獅子鈕香炉（東京国立博物館）慶長拾七年（1612年）刻銘
- 織部扇形蓋物（東京国立博物館）
- 織部南蛮人燭台（サントリー美術館）

## 参考資料
- 藤岡了一 『日本の美術51 志野と織部』 至文堂、1970年
- 河原正彦『日本の美術237 陶磁（近世編）』 至文堂、1986年

展覧会図録
- 『志野と織部』 出光美術館、2007年2-4月
- 『向付 茶の湯を彩る食の器』 五島美術館、2009年6-7月